# Cucala (mitologia)
|  | Per a altres significats, vegeu «Cucala». |

Una cucala, cucula o cucal és, dins la mitologia catalana, una criatura de forma indefinida equivalent al gambosí pròpia de les Terres de l'Ebre, el Camp de Tarragona i Mallorca. Al Camp de Tarragona, hom creia que la cucala vigilava pels carrers de nit i pegava ben fort tothom que hi trobés a aquelles hores, ja fos passant-hi o traient el cap per la finestra.
Un personatge semblant i propi de la Ribera d'Ebre, la feram, estirava les faldilles de les dones i els deia paraules deshonestes i, quan aquelles s'espantaven, esclatava en grans riallades.